# Mijawagh
Mijawagh (perski: مياوق) – miejscowość w Iranie, w ostanie Azerbejdżan Zachodni. W 2006 roku  liczyła 2049 mieszkańców w 548 rodzinach.